# モルコーネ
モルコーネ（イタリア語: Morcone）は、イタリア共和国カンパニア州ベネヴェント県にある、人口約4,900人の基礎自治体（コムーネ）。

## 地理

### 位置・広がり
ベネヴェント県のコムーネ。県都ベネヴェントから北北西へ25kmの距離にある。

#### 隣接コムーネ
隣接するコムーネは以下の通り。括弧内のCBはカンポバッソ県所属を示す。
- カンポラッターロ
- チェルチェマッジョーレ (CB)
- チェッレート・サンニータ
- チルチェッロ
- ピエトラローヤ
- ポンテランドルフォ
- サンタ・クローチェ・デル・サンニオ
- サッシノーロ
- セピーノ (CB)

## 行政

### 分離集落
以下の分離集落（フラツィオーネ）がある。
- Bochicchi, Canepino Piscone, Colle Alto, Colle di Serra, Colonia Casetta, Coste, Cuffiano, Fiorenza, Fontana Vetica, Fosana, Galli, Giambellardini, Laici, Macchia, Montagna, Monti, Morcone Scalo, Piana, Piano Viola, Pontepescosardo, Ponte Stretto, Selvapiana, Solla, Stautieri, Torre, Zeoli